# Альбанелла
Альбанелла (італ. Albanella) — муніципалітет в Італії, у регіоні Кампанія, провінція Салерно.
Альбанелла розташована на відстані близько 270 км на південний схід від Рима, 85 км на південний схід від Неаполя, 37 км на південний схід від Салерно.
Населення — 6514 осіб (2014).
Щорічний фестиваль відбувається 15 травня (S.Sofia) та 
21 вересня (S.Matteo). Покровитель — Santa Sofia.

## Демографія
Населення за роками:

Станом на 1 січня 2023 року в муніципалітеті офіційно проживало 496 іноземців з 33 країн, серед них 88 громадян країн Євросоюзу та 21 громадянин України.

## Сусідні муніципалітети
- Альтавілла-Сілентіна
- Капаччо-Паестум
- Кастельчивіта
- Еболі
- Роккадаспіде
- Серре